# Route nationale 346
Die Route nationale 346, kurz N 346 oder RN 346, ist eine französische Nationalstraße, die von 1933 bis 1973 Hazebrouck mit Estaires verband. Seit 1989 wird die Nummer für eine der Umgehungsstraßen von Lyon verwendet. Sie befindet sich östlich der Stadt. Bei Vaulx-en-Velin zweigt sie von der A42 ab und verläuft über Meyzieu zur A43 bei Saint-Priest. Dort geht sie in die A46 über.

## Streckenverlauf
| Position | höchste zulässige Gesamtgeschwindigkeit | Fahrbahnen | km   | Typ                          | Abschnitt                                        | Längengrad | Breitengrad |
| -------- | --------------------------------------- | ---------- | ---- | ---------------------------- | ------------------------------------------------ | ---------- | ----------- |
| 1        | 90                                      | 2          | 26   | Beginn der Autobahn          | A 42                                             | 45.7964    | 4.9286      |
| 2        | 90                                      | 2          | 30   | Vollständige Anschlussstelle | Vaulx-en-Velin                                   | 45.7831    | 4.9567      |
| 3        | 90                                      | 2          | 30.5 | Brücke                       | ~ Canal de Jonage                                | 45.7798    | 4.9625      |
| 4        | 90                                      | 2          | 33   | Vollständige Anschlussstelle | Meyzieu-Décines-Charpieu                         | 45.7702    | 4.9846      |
| 5        | 90                                      | 2          |      | Vollständige Anschlussstelle | Décines-Charpieu-Grand Stade                     | 45.7587    | 4.9853      |
| 6        | 90                                      | 2          | 35   | Vollständiges Dreieck        | D302_69 – Pusignan                               | 45.7497    | 4.9871      |
| 7        | 90                                      | 2          | 37   | Vollständige Anschlussstelle | Chassieu – Genas                                 | 45.7306    | 4.9784      |
| 8        | 90                                      | 2          | 38   | Vollständige Anschlussstelle | ZI Mi-Plaine (Chassieu/Genas)                    | 45.7239    | 4.9750      |
| 9        | 90                                      | 2          | 39.5 | Vollständige Anschlussstelle | ZI Mi-Plaine (Saint-Priest-Saint-Bonnet-de-Mure) | 45.7130    | 4.9694      |
| 10       | 90                                      | 2          | 40.5 | Ende der Autobahn            | A 43 A 46                                        | 45.7028    | 4.9660      |